# Южный Тихоокеанский мандат
Ю́жный Тихоокеа́нский манда́т (яп. 南洋庁, Нанъё:-тё:) — мандатная территория, переданная Лигой наций в управление Японской империи после поражения Германской империи в Первой мировой войне. Продолжался с 1919 до 1947.

## Предыстория
В соответствии с условиями Англо-японского союза, после начала Первой мировой войны 23 августа 1914 года Япония объявила войну Германии, и приняла участие в совместной с англичанами осаде Циндао — немецкой военно-морской базы в китайской провинции Шаньдун. Одновременно на Императорский флот Японии была возложена задача уничтожения германской Восточно-Азиатской крейсерской эскадры и защиты судоходства в Тихом и Индийском океанах. В ходе выполнения последней задачи Императорский флот в октябре 1914 года, без сопротивления со стороны немцев, ввиду отсутствия немецких военных сил в Микронезии, захватил германские владения на Марианских, Каролинских, Маршалловых островах и архипелаге Палау.
28 декабря 1914 года были созданы оккупационные войска под названием «Rinji Nan’yō guntō bōbitai», или Временные силы обороны Южных морей, под руководством бывшего командующего Второй эскадрой южных морей контр-адмирала Мацумуры Тацуо. Гарнизоны были развернуты из штаб-квартиры в Труке с его пятью военно-морскими округами: Сайпан, Палау, Понпеи, Джалуит и Яп (после 1915 года).

## Японский мандат
По окончании Первой мировой войны, в результате подытожившего переговоры на Парижской мирной конференции Версальского договора была официально признана японская оккупация бывших германских колоний в Микронезии севернее экватора, и Япония получила мандат Лиги Наций группы «С» на управление этими территориями.
В Японии эта территория известна как Японский мандат на управление островами Южных морей (委任統治地域南洋群島, Nihon Inin Tōchi-ryō Nan'yō Guntō).
По условиям Лиги наций, государства, которым был выдан мандат (мандатарии), должны были соблюдать обязательства Лиги Наций к жителям территорий, а также запрещались работорговля, торговля оружием и алкоголем. На подмандатной территории запрещалось строительство военных баз и укреплений, создание армии и военных флотов из коренного населения.
Первоначально выполнение Японией условий мандата подвергалось ежегодной проверке со стороны Постоянной комиссии по мандатам Лиги Наций в Женеве, но с конца 1920-х годов Токио стал отклонять запросы на официальное посещение или международную инспекцию островов.
В 1933 году Япония уведомила о выходе из Лиги Наций, выход вступил в силу через два года. Однако японское правление Микронезией продолжалось даже после того, как Япония вышла из Лиги Наций в 1935 году и соответственно потеряла своё право на управление подмандатными островами. Тем не менее Япония продолжала ежегодно отчитываться об управлении подмандатной территорией перед Лигой Наций вплоть до 1938 года.

## Администрация
С самого начала оккупации японские власти установили режим закрытости островов для посещения. Япония ясно дала понять, что не приветствует заход иностранных кораблей в воды Микронезии, даже судов своих бывших союзников по первой мировой войне. В течение первых пяти лет, когда Япония оккупировала острова, она укрепила свое присутствие, и острова де-факто стали японской колонией. Императорский военный флот разделил территорию Микронезии на пять военно-морских округов с административными центрами в Палау, Сайпане, Труке, Понапе и атолле Джалуит, каждый из которых подчинялся контр-адмиралу в военно-морском штабе в Труке.
В первые годы японского правления острова управлялись только военными властями Императорского военного флота. В последующие годы, между 1914 и 1920 годами, на островах начал осуществляться постепенный переход от военно-морской администрации к гражданскому управлению. К 1920 году все полномочия были переданы от Военно-морских сил к Управлению по гражданским делам, которое, однако, напрямую подчинялось военно-морскому министерству. Первоначально базировавшееся в Труке, в 1921 году Бюро по гражданским делам было перемещено в город Корор на островах Палау. В соответствии с условиями мандата военно-морские гарнизоны были расформированы. В апреле 1922 года было создано гражданское правительство из японских чиновников в каждом из шести административных округов (Сайпан, Палау, Яп, Трук, Понапе и Джалуит) в виде отдела гражданской администрации, который, однако, был подчинен командиру местного военно-морского гарнизона. Одновременно был создан пост губернатора Мандата Южных морей. Губернаторами назначались в основном адмиралы или вице-адмиралы, поскольку администрация первоначально все еще находилась в ведении Императорского флота Японии. Губернатор подчинялся непосредственно премьер-министру Японии. После создания Министерства колониальных дел в июне 1929 года губернатор стал подотчётен министру по делам колоний. Создание «правительства южных морей» или «Наньё-Чо» в марте 1932 года окончательно перевело администрацию островов под чисто гражданское управление. Однако когда в ноябре 1942 министерство колониальных дел было поглощено министерством по делам Великой Восточной Азии,  главенствующая роль Императорского флота Японии было снова признана назначением адмирала на пост губернатора Микронезии. Кроме того, в ноябре 1943 года количество административных округов было сокращено до трех: Северного, Восточного и Западного.

## Колониальное правление
Хотя условием мандата категории «C» было развитие подопечной территории в интересах местного населения, Япония сразу же начала развивать острова как составную часть своей империи, фактически превратив её в свою внутреннюю колонию. Была принята программа интенсивного экономического развития и стимулирования иммиграции. Осуществление этой программы привело к массированной «демографической агрессии» Японии на острова — к концу 1930-х число японских, окинавских и корейских иммигрантов в Микронезии в полтора раза превысило число коренных жителей, которые в результате превратились в национальное меньшинство на своей же родине.
С самого начала оккупации японские власти установили жесткий и постоянно усиливающийся контроль над местной жизнью. К концу 1919 года немецкие католики были изгнаны и заменены испанскими иезуитами, а местные приверженцы протестантизма стали подопечными японских протестантских миссионеров из Nan’yō dendō dan (Миссия южных морей). Американские миссионеры продолжали свою работу в основном на Маршалловых островах и в Косрае. Кроме того, японский флот организовывал для жителей Микронезии поездки в Японию, в ходе которых эти туристические группы, называемые Nan’yō guntō tōmin kankō-dan, смогли посетить крупные японские города, такие как Токио, Осака, Киото и Кобе. Почти все участники этих поездок были влиятельными местными жителями, такими, как вожди кланов. Цель этих поездок состояла в формировании у жителей островов положительного образа Японии как страны, находящейся на одном уровне с Европой и США.
Следует отметить, что в отличие от испанских и германских властей, почти не интересовавшихся жизнью местного населения, японские власти сделали много для развития гигиены, медицинского обслуживания и школьного образования коренных жителей Микронезии. В период японского колониального правления жителям островов предоставлялось бесплатное начальное образование, для них также были созданы бесплатные больницы.

## Население
На демографию Микронезии в период японского правления большое влияние оказало переселение значительного числа людей из Японии и японских колоний, прежде всего Тайваня и Кореи, в результате чего коренные жители островов превратились в национальное меньшинство. По данным переписи, осуществленной в декабре 1939 года, общая численность населения островов подмандатных территорий, находившихся под властью Японии, составляла 129 104 человека, из которых 77 257 были японцами (включая в это число также и этнических корейцев и тайваньцев), 51 723 коренных островитян и 124 иностранца. На отдельных островах переселенцы из Японии стали подавляющим большинством: например, на Сайпане к 1937 году 91 % населения составляли японцы (42 547 из 46 748) .
При формальном равноправии реальный статус коренного населения отличался от прав и статуса японских имперских подданных в худшую сторону: перспективы трудоустройства микронезийцев были более ограниченными, при неравных условиях труда и меньшей заработной плате. Но к представителям народа чаморро, жившего в домах западного типа, чей жизненный уровень был выше уровня жизни других жителей Микронезии, японцы относились намного лучше, чем к остальным микронезийцам, которых они называли "канаками".

## Система образования коренного населения
Уже к концу 1915 года японские власти основали начальные школы в каждом из военно-морских округов, кроме Джалуита, на котором первая школа была создана в 1916 году. Позже были открыты другие школы также и на более отдаленных островах. Вначале морские офицеры управляли этими школами с помощью грамотных матросов, японских купцов и образованных коренных жителей. Впоследствии эти лица, не являвшиеся специалистами в области образования, были заменены гражданскими учителями из Японии. Было введено обязательное посещение школы для всех детей, и учащиеся были обязаны изучать японский язык. Коренное население стало подвергаться жесткой политике ассимиляции путём уничтожения местной идентичности и полной японизации микронезийцев.
Японское правительство построило и содержало в Микронезии больницы и школы для местного населения, а микронезийским детям в возрасте 8-15 лет предоставлялось бесплатное образование. Однако микронезийские дети посещали отдельные школы, отличные от школ для детей японцев. Школьная программа для микронезийских детей была более ограниченной и более короткой по продолжительности, чем для японских учеников. Микронезийских детей часто посылали в школы-интернаты, где обязательное школьное обучение использовалось для продвижения японской государственной религии и синтоистских ритуалов. Для продвижения синтоизма, на Короре в 1940 году было построено синтоистское святилище, известное как святилище Наньё. Христианским миссионерским школам было запрещено принимать микронезийских учеников там, где имелись японские государственные школы.

## Экономическое развитие
Японские власти полностью подчинили экономическое развитие подмандатной территории интересам метрополии, превратив её в сырьевую колонию Японии. Они поощряли развитие торговли и промышленности, особенно связанной с добычей меди и фосфатов, остро необходимых для удовлетворения потребностей японской промышленности и сельского хозяйства. Немецкие фирмы, такие как «Südseephosphat-Aktiengesellschaft» и «Jaluit-Gesellschaft», были вынуждены прекратить свою деятельность, а на смену им пришли японские компании. В частности, самая сильная японская фирма, «Nan’yō bōeki kaisha» (торговая фирма южных морей), пользовалась монополией на торговлю и судоходство в Микронезии.
На Сайпан прибыло множество переселенцев из Японии и подвластных ей территорий - этнических японцев, корейцев, тайваньцев и окинавцев, которые создали крупномасштабные плантации сахарного тростника. Японская фирма «Нанъё Кохацу Кабусики Кайся» (яп. 南洋興発株式会社, англ. Nan'yō Kōhatsu Kabushiki Kaisha) построила на Сайпане сахарные заводы. Под властью Японии началось масштабное развитие инфраструктуры, включая строительство дорог, портовых и гидротехнических сооружений (Японский маяк), электростанций, школы, а также культурно-развлекательных заведений и синтоистских святилищ.
Сахарный тростник становился все более востребованным в Японии, и японские торговые компании возглавили развитие производства сахара на островах Микронезии. Японский предприниматель Харуджи Мацуэ прибыл на Сайпан в 1920 году и основал компанию по развитию южных морей, которая стала крупнейшим коммерческим предприятием в Микронезии.Он значительно увеличил количество сахарного тростника, производимого на островах, и к 1925 году возделывал более 3000 гектаров (7400 акров). К началу 1930-х годов на сахарную промышленность приходилось более 60% доходов мандатной территории. На пике своего развития компания содержала более 11 000 гектаров (27 000 акров) сахарных плантаций, используя фермеров-арендаторов, а также управляла сахарными заводами на Сайпане, Тиниане и Роте. Также в Микронезии выращивались бананы, ананасы, таро, кокосы, маниок, кофе и другие продукты тропического земледелия, что ставило острова в один ряд с Тайванем. Острова также служили базами для обширного японского рыболовного флота с центром в Короре. Рыболовство стало одной из самых прибыльных отраслей на островах. Использовался большой флот рыболовных судов, и на многих островах были созданы рыбоперерабатывающие заводы. Работы по благоустройству гавани проводились в Танахе (яп. 棚葉) на Сайпане и на острове Малакал в Палау в конце 1920-х годов. К концу 1920-х годов экономика мандатной территории стала самодостаточной и больше не нуждалась в субсидиях, в дальнейшем Микронезия начала вносить финансовый вклад в бюджет Японской империи.
Фосфатные ресурсы островов использовались японскими горнодобывающими компаниями, которые захватили прежние немецкие фосфатные рудники на острове Ангаур и расширили их. Вместе с тем также были открыты более мелкие фосфатные рудники на соседних островах. Общий экспорт фосфатов в Японию в конечном итоге достиг около 200 000 тонн в год. Один только остров Ангаур производил около 60 000 тонн в год. Фосфаты использовались в сельском хозяйстве Японии в качестве удобрений. Бокситы являлись еще одним минеральным продуктом колониальной экономической структуры, хотя этот минерал присутствовал только в группе Палау. В 1937 году производство перламутра стало прибыльным, и на островах было добыто большое количество жемчуга, как природного, так и выращенного на плантациях.
Торговая компания Южных морей имела эксклюзивный контракт от 1915 года с императорским флотом на осуществление грузовых, пассажирских и почтовых перевозок в Японию, а также между островами Микронезии. Однако впоследствии маршрут между Империей и островами впоследствии был передан Японской почтовой пароходной компании (Nippon Yusen Kaisha), крупнейшей пароходной линии в Империи. Роскошные удобства, предлагаемые на борту некоторых судов компании, положили начало японскому туризму на острова Микронезии.

## Военная деятельность
В 1930-х годах Императорский флот Японии начал возводить на подмандатной территории порты, аэродромы, укрепления и прочую военную инфраструктуру. Эти работы велись втайне, ибо являлись прямым нарушением как условий мандата Лиги наций, так и Вашингтонского морского соглашения, запрещавшего создавать на островах военные сооружения и укрепления. Острова рассматривались японским флотом как «непотопляемые авианосцы», и играли важную роль как с точки зрения обороны собственно Японских островов, так и для планов наступательной войны.

## Вторая мировая война
В ходе сражений 1943—1945 годов, в результате Гилберто-Маршалловской и Марианской операций вооружённых сил США японцы постепенно утратили контроль над этими островами.
Чтобы захватить острова в Тихом океане, вооруженные силы Соединенных Штатов использовали стратегию «лягушачьих прыжков», которая состояла в атаках и захвате лишь отдельных ключевых островов при проведении в отношении остальных только воздушных атак или даже полном игнорировании японских войск, оставшихся на островах, не имевших стратегического значения. Создавая на захваченных островах военно-воздушные и военно-морские базы,  американцы обеспечивали свои коммуникации и перерезали коммуникации противника. В ситуации полного господства американцев в воздухе и на море это приводило к тому, что японские силы на островах, не подвергавшихся прямой атаке, оказывались изолированными от снабжения и уже никак не могли повлиять на дальнейший ход военных действий. Ввиду этого американское командование часто уже не обращало внимания на японские гарнизоны на изолированных островах до самого конца войны, а оставшиеся там без снабжения японские войска погибали в основном не от военных действий, а от голода и болезней.  Осуществление этой стратегии в конечном счете привело к тому, что в период с 1943 по 1945 год американские армия и флот захватили почти все японские владения в Микронезии.

## Прекращение японского мандата
Мандат Лиги Наций был формально отозван Организацией Объединённых Наций в июле 1947 года, а управление Подопечной территорией Тихоокеанские острова взяли на себя США. Все проживавшие на островах японцы, корейцы, тайваньцы и окинавцы были выселены на родину, в результате чего микронезийцы на своей родине из национального меньшинства снова стали большинством. Однако потомкам от браков японских поселенцев и микронезийцев было разрешено остаться. Эти потомки от смешанных браков обычно называют себя микронезийцами, а не японцами, поныне составляют значительное меньшинство в населении каждой из территорий.

## Культурное наследие
Длительное, в течение трех десятилетий, пребывание Микронезии в составе Японской империи и тесное общение с японцами, в колониальный период составлявших большинство населения островов, привели к тому, что полинезийцы Микронезии испытали сильное влияние японской культуры. Например, в современном палауском языке много слов, заимствованных из японского языка, например, «дайдзёбу» (вы в порядке), «окьяку» (покупатель), «денки» (электричество) и «сэнкё» (выбор). На некоторых островах Микронезии, например, в Палау в штате (острове)  Ангаур японский язык является одним из официальных языков наряду с палау и английским.  Местная кухня островов также испытала большое влияние японской кухни. Культурный обмен между японцами и жителями Микронезии не был односторонним — в Японии по сей день очень популярны полинезийские танцы.